# 눈볼대
눈볼대(Doederleinia berycoides)는 주걱치목 반딧불게르치과에 속하는 물고기이다. 전체적인 몸길이는 30cm로서 중형의 몸집을 가진 어종이다.

## 특징
눈볼대는 눈이 매우 크고 몸은 붉은색을 띄고 있으며 배는 흰색을 띄고 있고 지느러미는 황색을 띈다. 눈볼대는 이외에도 금태, 눈퉁이, 눈뿔다고, 빨간고기, 붉은고기라는 이름으로도 불리는 종이다. 몸은 타원형이며 옆으로 납작하다. 등지느러미는 2개로서 제1등지느러미는 가슴지느러미가 시작되는 바로 위쪽에서 시작되고 제2등지느러미는 제1 등지느러미가 끝나는 바로 뒷부분에서 시작된다. 등지느러미와 배지느러미는 모두 날카로운 가시의 모양으로 솟아 있다. 가슴지느러미는 매우 길게 뒤쪽으로 뻗어 있으며 꼬리지느러미는 약간 오목하고 검은색을 띄며 가랑이형이다.
입과 아가미 속은 검은색을 띄며 양턱에는 송곳니가 있는 원뿔 모양의 이빨을 가지고 있다. 측선은 몸의 등쪽으로 치우쳐 뻗어 있으며 몸은 비교적 큰 비늘로 덮여 있다. 전새개골의 뒷가장자리는 거칠며 주새개골에는 2개의 가시가 존재한다. 먹이로는 작은 물고기, 새우, 게, 오징어 등을 잡아먹고 살아가는 육식성 물고기에 속한다.

## 서식지와 산란기와 어획 및 식용
눈볼대의 서식지는 서부 태평양과 동부 인도양으로서 대한민국의 제주도를 포함한 남해 전역, 일본 중부 이남, 동중국해, 인도네시아, 오스트레일리아 북부에 이르는 곳들에서 주로 서식한다. 수심 80~200m까지의 대륙붕으로 이뤄진 연안에서 주로 서식하는 표해수대에서 서식하는 어류이다. 산란기는 7월~10월에 이르는 여름과 가을이며 산란기가 되면 좀더 얕은 연안으로 올라온다. 산란기에 수컷의 수정을 받은 암컷은 약 25만개의 알을 산란한다.
눈볼대는 식용으로 이용되는 어종으로서 메로와 더불어 고급 어종으로 취급이 된다. 눈볼대가 식용으로 쓰일 때는 회, 생선, 구이 등등으로 먹으며 대한민국에서는 주로 제주도에서 어획된다.

## 같이 보기
- 주걱치목
- 반딧불게르치과